# Martí Joan de Galba
Martí Joan de Galba (m. 1490) é o suposto co-autor do romance épico catalão Tirante o Branco (Tirant lo Blanch), publicado em Valência em 1490. O principal autor da obra, Joanot Martorell, morreu em 1468, deixando a obra inacabada. Presumivelmente Galba terminou o romance escrevendo os últimos capítulos, como indicado no colofão da obra impressa. Não se sabe, porém, quanto da obra foi escrita por ele.